# Solariella constricta
Solariella constricta är en snäckart som beskrevs av Dall 1927. Solariella constricta ingår i släktet Solariella och familjen pärlemorsnäckor. Inga underarter finns listade i Catalogue of Life.